# Nhện lông nhung
Nhện lông nhung (Danh pháp khoa học: Eriophyes) là một chi côn trùng trong họ Eriophyidae, phân lớp Acari. Nhiều loài trong chi này có hại cho cây trồng đặc biệt là loài Eriophyes dimocarpi gây hại trên cây nhãn và Eirophyes litchii gây hại trên cây vải

## Các loài
- Eriophyes alniincanae Nalepa, 1919
- Eriophyes amelancheus Nalepa, 1926
- Eriophyes arianus (Canestrini 1890)
- Eriophyes betulae
- Eriophyes betulinus
- Eriophyes bucidae
- Eriophyes buxi
- Eriophyes calcercis , Purple Erineum Maple Mite
- Eriophyes calophylli
- Eriophyes calycophthirus
- Eriophyes canestrini
- Eriophyes canestrinii
- Eriophyes chondrillae
- Eriophyes condrillae , Gall Mites
- Eriophyes crataegi
- Eriophyes cupulariae
- Eriophyes dentatae
- Eriophyes diversipunctatus
- Eriophyes emarginatae
- Eriophyes epimedii
- Eriophyes euphorbiae
- Eriophyes exilis
- Eriophyes fraxiniflora , Ash Flower Gall Mite
- Eriophyes genistae
- Eriophyes goniothorax
- Eriophyes gossypii , Cotton Blister Mite
- Eriophyes guerreronis
- Eriophyes inangulis
- Eriophyes kuko
- Eriophyes laevis
- Eriophyes lateannulatus
- Eriophyes leiosoma (Nalepa, 1892)
- Eriophyes lentiginosus
- Eriophyes litchii , Lychee Erinose Mite or Litchi Rust Mite
- Eriophyes mali , Appleleaf Blistergalls
- Eriophyes melaleucae
- Eriophyes menthae
- Eriophyes neoessegi , Cottonwood Catkingall Mite
- Eriophyes nervisequus
- Eriophyes oxycedri
- Eriophyes padi
- Eriophyes parapopuli , Poplar Budgall Mite
- Eriophyes parulmi , Elm Fingergall Mite
- Eriophyes pilifex
- Eriophyes populi , Eriophyid Mite
- Eriophyes propinquus
- Eriophyes prunispinosae
- Eriophyes pseudoinsidiosus
- Eriophyes pyri , Pearleaf Blister Mite
- Eriophyes rubicolens
- Eriophyes similis
- Eriophyes sorbi
- Eriophyes tiliae (Pagenstecher 1857), Eriophyid Mite
- Eriophyes triradiatus , Eriophyid Mite
- Eriophyes tristriatus
- Eriophyes viburni
- Eriophyes vitis
- Eriophyes von